# 门希哈根
门希哈根（德語：Mönchhagen）是德国梅克伦堡-前波美拉尼亚州的一个市镇。总面积10.58平方公里，总人口1134人，其中男性588人，女性546人（2011年12月31日），人口密度107人/平方公里。